# Ilija Zovko
Ilija Zovko (* 10. August 1941 in Imotski, Unabhängiger Staat Kroatien; † 9. November 2009 in Split, Kroatien) war ein jugoslawischer und kroatischer Theater-, Fernseh- und Filmschauspieler und Dramatiker des kroatischen Nationaltheaters in Split (HNK Split).

## Leben und Karriere
Ilija Zovko stammt aus Berinovac, einem Dorf der Gemeinde Lokvičići in der Imotska Krajina. Nach dem Abschluss der pädagogischen Fakultät an der kroatischen Akademie der Wissenschaften und Künste in Dubrovnik arbeitete Ilija Zovko an den Schulen in Kirvodol, Mljet und Imotski.
Anschließend war er Direktor der Volksuniversität in Imotski. Danach begann sich Zovko für die Schauspielerei zu interessieren und gründete einen Amateurclub der darstellenden Künste mit dem Namen Club 19. Seine erste Aufführung zeigte er im Jahr 1959. Für sein Monodrama und Pantomimekunstwerk „Ich gebe Dir das Wissen“, welches Ilija Zovko auf allen Kontinenten und mehr als 1500-mal aufführte, wurde er beim Pantomimefestival von Zemun im Jahr 1976 ausgezeichnet. Danach widmete er sich ausschließlich der Schauspielerei.
Sein erstes Engagement am kroatischen Nationaltheater in Split erhielt in Ivo Brešans Stück Svečana večer u pogrebnom poduzeću im Jahr 1979. Im Jahr 1992 wurde er festes Ensemblemitglied am HNK Split.
Ilja Zovko wirkte zusammen mit Josip Zovko, Boris Dvornik, Filip Radoš, Milan Strljic in zahlreichen Aufführungen und Filmen, welche vom kroatischen Fernsehen HRT ausgestrahlt wurden.
Zovko war ständiger Mitarbeiter bei Radio Split. Hier wirkte er als Autor der Sendung mit, vor allem bei satirischen Kommentaren der täglichen Ereignisse. Die Theaterwelt von Ilija Zovko, geschrieben oder aufgeführt, beschäftigte sich mit sozialen Grenzen, scheinbar unwichtigen Schicksalen und den Geschicken des kleinen Mannes.
Ilija Zovko wurde am 12. November 2009 auf dem Stadtfriedhof Lovrinac in Split beigesetzt. Zur Ehrung des Künstlers wurde am 13. November 2009 ein Memorandum am HNK Split abgehalten.

## Dramatische Werke
Ilija Zovko verfasste vier Theaterstücke, welche im Jahr 2008 im Buch „Poker Lisin“ veröffentlicht wurden:
- Oprosti Stipe („Verzeih, Stefan“), 2002[2]
- Francuzica („Französin“),[3]
- Ženica („Frauchen“), 2007[4]
- Priredba („Event“), 2008[5]

## Filmografie

### Fernsehen
- 1982: Nepokoreni grad
- 1983: Kiklop
- 2008: Urota als Radoš

### Film
- 1979: Pakleni otok
- 1982: Kiklop
- 1990: Život sa stricem
- 1998: Kanjon opasnih igara als Simon
- 1999: Da mi je biti morski pas als älterer Mann
- 2001: Majstor
- 2001: Posljednja volja als Postbote
- 2002: Schöne tote Mädchen (Fine mrtve djevojke)
- 2005: Što je muškarac bez brkova? als Jure
- 2006: Najveća pogreška Alberta Einsteina
- 2010: Jasmina als Ivo (Ausstrahlung 2010; Produktion 2009)
- 2010: Dva sunčana dana als Pastor (Ausstrahlung 2010; Produktion 2009)

## Theateraufführungen
- 1995: Mala Floramye[6]
- Velika magija
- Skup
- 1997: Libar o’ libra Marka Uvodića Splićanina
- Dekameron
- 2006: Kad se mi mrtvi pokoljemo[7]
- Poloneza Oginskog
- Antigona
- kraljica u Tebi
- Otok svetog Ciprijana
- Jo ča je život lip
- Nevažne priče
- Mandragola
- Kate Kapuralica
- Ribarske svađe
- Tetovirana Ruža
- Oprosti Stipe
- Plavi Božić, Bižmo ća
- Pakleni otok
- Život sa stricem
- Kanjon opasnih igara[8]

## Ehrungen und Auszeichnungen
- 1995/96: Auszeichnung als bester kroatischer Schauspieler im Stück Julius Caesar von William Shakespeare[9]